# Слободка (Шелепинское сельское поселение)
Слободка — деревня в составе муниципального образования город Алексин Тульской области России.

## География
Деревня находится в северо-западной части Тульской области, в пределах северо-восточного склона Среднерусской возвышенности, в подзоне широколиственных лесов, при автодороге 70К-004, на расстоянии примерно 11 километров (по прямой) к юго-востоку от города Алексина, административного центра округа. Абсолютная высота — 234 метра над уровнем моря.
Климат
Климат характеризуется как умеренно континентальный, с ярко выраженными сезонами года. Средняя температура воздуха летнего периода — 16 — 20 °C (абсолютный максимум — 38 °С); зимнего периода — −5 — −12 °C (абсолютный минимум — −46 °С). Снежный покров держится в среднем 130—145 дней в году. Среднегодовое количество осадков — 650—730 мм.
Часовой пояс
Деревня Слободка, как и вся Тульская область, находится в часовой зоне МСК (московское время). Смещение применяемого времени относительно UTC составляет +3:00.

## История
В документах 18 — начала 19 вв. часто именуется Слаботка.
По состоянию на 1914 г. входила в состав Суходольской волости Алексинского уезда.
Жители были приписаны к приходу церкви в с. Нижний Суходол.

## Население
| 2010 |
| ---- |
| 1    |

Половой состав
По данным Всероссийской переписи населения 2010 года в гендерной структуре населения мужчины составляли 100 %.